# Damage Done
Damage Done là album phòng thu thứ sáu của ban nhạc Melodic Death Metal Thụy Điển Dark Tranquillity. Trong album này, ban nhạc trở lại với nhiều phong cách cổ điển hơn trong khi vẫn giữ lại những thay đổi mới trong Haven và Projector, đặc biệt ở keyboard, nhưng là album đầu tiên với clean vocal từ sau Projector. Martin Hendriksson bắt đầu chơi một vài "câu riff của lead guitar" trong album này, ban nhạc cho thấy ảnh hưởng từ The Gallery với đôi lead guitar. Mikael Stanne nói lời nhạc trong album về sự yếu ớt của cuộc sống.
Một video đã được ghi hình cho bài "Monochromatic Stains". Video được hoàn tất ở dạng đơn sắc, phần hình ảnh và chủ đề giống với bộ phim The Cabinet of Dr. Caligari. Một vài phiên bản của album giới thiệu một bonus track có tựa đề "I, Deception" cũng như video clip của "Monochromatic Stains" nhưng được biết chỉ limited edition digipak chứa đựng chúng. Bản tiếng Nhật của album giới thiệu bonus track, "The Poison Well". Bản đĩa nhựa bao gồm "I, Deception" và có cả bìa khác. Phiên bản tái phát hành 2009 bao gồm bonus track và biên tập lại ở dạng số.

## Danh sách track
Tất cả lời do Mikael Stanne viết.
| STT | Nhan đề                                         | Phổ nhạc                                           | Thời lượng |
| --- | ----------------------------------------------- | -------------------------------------------------- | ---------- |
| 1.  | "Final Resistance"                              | Henriksson                                         | 3:01       |
| 2.  | "Hours Passed in Exile"                         | Henriksson, Jivarp, Nicklasson, Brändström         | 4:45       |
| 3.  | "Monochromatic Stains"                          | Jivarp, Brändström                                 | 3:37       |
| 4.  | "Single Part of Two"                            | Jivarp, Henriksson                                 | 3:51       |
| 5.  | "The Treason Wall"                              | Jivarp, Henriksson                                 | 3:30       |
| 6.  | "Format C: For Cortex"                          | Jivarp, Henriksson, Sundin                         | 4:29       |
| 7.  | "Damage Done"                                   | Henriksson, Jivarp                                 | 3:27       |
| 8.  | "Cathode Ray Sunshine"                          | Brändström, Jivarp, Henriksson                     | 4:14       |
| 9.  | "The Enemy"                                     | Henriksson, Nicklasson, Jivarp                     | 3:56       |
| 10. | "I, Deception" (Bonus track on LP and Digipack) | Henriksson, Nicklasson, Jivarp, Sundin, Brändström | 3:54       |
| 11. | "White Noise/Black Silence"                     | Henriksson, Jivarp                                 | 4:09       |
| 12. | "Ex Nihilo Instrumental"                        | Sundin, Nicklasson, Henriksson                     | 4:33       |

Japanese Bonus Track
1. "The Poison Well" − 4:07

Limited Edition Digipak
1. "Monochromatic Stains" (Videoclip)

2009 Reissue
1. "I, Deception" - 3:55
2. "Static" - 4:40
3. "The Poison Well" - 4:08
4. "The Treason Wall" [live/previously unreleased] - 3:30

## Tác giả

### Nhạc cụ
- Mikael Stanne - Vocals (Wrote Tracks 1-10 & I, Deception)
- Niklas Sundin - Guitars (Wrote Tracks 6, 11 & I, Deception)
- Martin Henriksson - Guitars (Wrote Tracks 1, 2, 4-11 & I, Deception)
- Michael Nicklasson - Bass (Wrote Tracks 2, 9, 11 & I, Deception)
- Anders Jivarp - Drums (Wrote Tracks 2-10 & I, Deception)
- Martin Brändström - Keyboards and electronics (Wrote Tracks 2, 8 & I, Deception)

### Sản xuất album
- Thiết kế bởi Fredrik Nordström và Patrik J. Sten
- Chỉ đạo bởi Göran Finnberg tại The Mastering Room

### Tác giả khác
- Chỉ đạo và thiết kế mỹ thuật Niklas Sundin và Cabin Fever Media
- Video cho "Monochromatic Stains" tạo bởi Achilleas Gatsopoulos